# St. Mirren FC
St Mirren FC är en fotbollsklubb från Paisley i Skottland.

## Spelare

### Nuvarande trupp
| 1  | England   | Zach Hemming   | 7 mars 2000 | Middlesbrough (-23)  |
| 27 | Slovakien | Peter Urminský | 24 maj 1999 | Spartak Trnava (-20) |

| 2  | England    | James Bolton   | 13 augusti 1994  | Plymouth Argyle (-23) |
| 3  | England    | Scott Tanser   | 23 oktober 1994  | St. Johnstone (-21)   |
| 5  | England    | Richard Taylor | 2 oktober 2000   | Waterford (-23)       |
| 16 | England    | Thierry Small  | 1 augusti 2004   | Southampton (-23)     |
| 18 | Irland     | Charles Dunne  | 13 februari 1993 | Motherwell (-21)      |
| 22 | Skottland  | Marcus Fraser  | 23 juni 1994     | Ross County (-20)     |
| 23 | Australien | Ryan Strain    | 2 april 1997     | Maccabi Haifa (-22)   |

| 6  | Skottland  | Mark O'Hara       | 12 december 1995 | Motherwell (-22)               |
| 8  | Skottland  | Ryan Flynn        | 4 september 1988 | Oldham Athletic (-18)          |
| 13 | Cypern     | Alex Gogic        | 13 april 1994    | Hibernian (-22)                |
| 15 | Nordirland | Caolan Boyd-Munce | 26 januari 2000  | Middlesbrough (-23)            |
| 17 | Australien | Keanu Baccus      | 7 juni 1998      | Western Sydney Wanderers (-22) |

| 7  | England     | Jonah Ayunga    | 24 maj 1997     | Morecambe (-22)         |
| 9  | Frankrike   | Mikael Mandron  | 11 oktober 1994 | Motherwell (-23)        |
| 10 | Nordirland  | Conor McMenamin | 24 augusti 1995 | Glentoran (-23)         |
| 11 | Skottland   | Greg Kiltie     | 18 januari 1997 | Kilmarnock (-21)        |
| 19 | Israel      | Stav Nachmani   | 6 oktober 2002  | Maccabi Haifa (-23)     |
| 20 | England     | Toyosi Olusanya | 14 oktober 1997 | Middlesbrough (-22)     |
| 21 | Nya Zeeland | Alex Greive     | 13 maj 1999     | Birkenhead United (-22) |
| 24 | Skottland   | Lewis Jamieson  | 17 april 2002   | St. Mirren FC           |

Not: Spelare i kursiv stil är inlånade.

### Utlånade spelare
| Nr | Land | Pos | Namn |
| -- | ---- | --- | ---- |

| Nr | Land | Pos | Namn |
| -- | ---- | --- | ---- |